# أرانتزا أوتشوا
أرانتزا أوتشوا (بالإسبانية: Arantxa Ochoa؛ بالإنجليزية: Arantxa Ochoa) هي راقصة باليه إسبانية وأمريكية، ولدت في 1974.